# John D. Rockefeller
John Davison Rockefeller (8. července 1839 Richford – 23. května 1937 Ormond Beach) byl americký průmyslník, jeden z nejslavnějších „loupežných baronů“ pozlaceného věku konce 19. století.
Rockefeller provedl revoluci ropného průmyslu a definoval strukturu moderní filantropie. V roce 1870 založil firmu Standard Oil Company a řídil ji do svého odchodu do penze, do které odešel v roce 1897. Standard Oil začala v Ohiu jako sdružení založené společně Johnem D. Rockefellerem, jeho bratrem Williamem Rockefellerem, Henry Flaglerem, chemikem Samuelem Andrewsem a tichým společníkem Stephenem V. Harknessem. Rockefeller si stále držel akcie ve svém vlastnictví a jak benzín nabýval na důležitosti, jeho jmění vzrůstalo a stal se tak nejbohatším člověkem na světě a prvním americkým miliardářem a je často označován za nejbohatší osobu v celé moderní historii. Jeho majetek přesahoval 6,5 bilionu korun.[zdroj?]
Standard Oil byl odsouzen Federálním soudem za monopolistické praktiky a v roce 1911 rozdělen. Rockefeller strávil posledních 40 let svého života v penzi. Své jmění použil hlavně k vytvoření moderního systému přístupu a zaměření filantropie, jejíž kořeny měly za následek přední objevy v medicíně, vzdělání, umění a vědeckém výzkumu.
Jeho nadace byla počata pro rozvoj medicínského výzkumu a byla nástrojem vymýcení měchovce a žluté zimnice v USA. Založil také University of Chicago a Rockefeller University. Byl oddaný Severnímu baptismu a během svého života podporoval mnoho církví založených institucí. Rockefeller trval na naprosté abstinenci a nekuřáctví. Na rozdíl od svého otce, který byl znám jako neproduktivní intrikán, si získal skvělou pověst čestného a velkorysého křesťana.
Oženil se s Laurou Celestia („Cettie“) Spelmanovou v roce 1864. Měli 4 dcery a jednoho syna – John D. Rockefeller, ml., který byl pověřen správou a dohledem nad nadacemi.

## Mládí a vzdělání

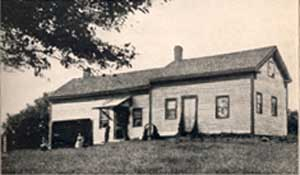
Rodný dům Johna Rockefellera v Richfordu

John Rockefeller se narodil 8. července 1839 na farmě v Richfordu ve státě New York. Pocházel ze šesti dětí, měl starší sestru a čtyři mladší sourozence. Otec  William A. Rockefeller měl anglické a německé předky a matka pocházela ze Skotska. Otec pracoval nejprve jako dřevorubec a poté jako obchodní cestující. Tvrdil o sobě, že je „botanický lékař“ a prodával různé elixíry. Vedl tulácký život a ke své rodině se vracel jen zřídka. Po celý život byl známý tím, že prováděl intriky. Se svou hospodyní a milenkou měl dvě nemanželské dcery. Matka Eliza byla v domácnosti a snažila se udržet doma zdánlivou stabilitu, protože manžel byl často delší dobu pryč. Snášela také jeho záletnictví a bigamii. Kolem roku 1855 otec rodinu definitivně opustil a žil s druhou manželkou. Matka byla od přírody i z nutnosti šetrná a učila tomu i svého syna. John se podílel na běžných domácích pracích a přivydělával si chovem krocanů, prodejem brambor a cukrovinek a nakonec půjčoval malé částky sousedům. Řídil se otcovou radou, aby z každého obchodu vždy získal tu lepší část. Později prohlásil: „Vždy jsem byl veden k tomu, abych pracoval, šetřil a obdarovával.“ V dětství se rodina často stěhovala, v roce 1853 dorazila do Ohia. John navštěvoval střední školu Central High School v Clevelandu. Vstoupil do baptistického sboru, aktivně se podílel na církevních záležitostech a ve svých 21 letech se stal správcem církve. V roce 1855 začal studovat obchod na Folsom Mercantile College a šestiměsíční kurz absolvoval za tři měsíce.

### Účetní
Po dokončení studia se stal pomocným účetním u malé firmy Hewitt & Tuttle, která se zabývala komisním obchodem a zasíláním produktů. O několik měsíců později byl povýšen na pokladníka a účetního. Byl obzvláště šikovný ve výpočtu nákladů na dopravu, což se mu později v jeho kariéře velmi hodilo. Velká část jeho povinností spočívala ve vyjednávání s majiteli plavebních kanálů, kapitány lodí a zprostředkovateli přepravy. Při těchto jednáních se naučil, že zveřejněné přepravní sazby, které byly považovány za pevné, lze měnit v závislosti na podmínkách a načasování přepravy a díky využívání slev pro preferované odesílatele.

### Obchodní partnerství a služba v občanské válce
V roce 1859 začal Rockefeller se společníky Mauricem B. Clarkem a Georgem W. Gardnerem podnikat v komisním prodeji produktů pod názvem Clark, Gardner & Company. Do podnikání vložil všechny své úspory a ještě si od otce půjčil 1 000 dolarů. Společnosti se dařilo a její zisky prudce vzrostly s vypuknutím americké občanské války, kdy armáda Unie poptávala obrovské množství potravin a zásob. Během druhého roku občanské války se Gardner z podnikání stáhl a firma se přejmenovala na Clark & Rockefeller.

### Začátky v ropném průmyslu
V roce 1863 vstoupili Rockefeller a Clark do podnikání s ropou jako rafinéři. Společně s chemikem Samuelem Andrewsem postavili a provozovali rafinerii ropy, kterou přímo vlastnila společnost Andrews, Clark & Company. Společnost tvořili Clark, Rockefeller, Andrews a dva Clarkovi bratři. Zatímco jiné rafinerie si ponechávaly 60 % ropného produktu, z něhož se stal petrolej, a zbylých 40 % vyhazovaly do řek a na obrovské hromady kalů, Rockefeller používal benzin jako palivo pro rafinerii a zbytek prodával jako mazací olej, vazelínu a parafín a další vedlejší produkty. Dehet se používal na dláždění, nafta se dodávala do plynáren. Rockefellerovy rafinerie najímaly vlastní instalatéry, čímž se náklady na pokládku potrubí snížily na polovinu.
Firma také pokračovala v provizním podnikání, ale v roce 1865 se společníci neshodli na vedení obchodních záležitostí a rozhodli se rafinerii prodat tomu společníkovi, který nabídlne nejvyšší cenu. John Rockefeller ji koupil za 72 500 dolarů a spolu s Andrewsem založili společnost Rockefeller & Andrews.
V roce 1866 přibral Rockefeller do partnerství svého bratra Williama a společně postavili další rafinerii v Clevelandu. V roce 1867 se společníkem stal Henry Morrison Flagler a vznikla firma Rockefeller, Andrews & Flagler. V roce 1868, kdy Rockefeller pokračoval v praxi půjček a reinvestování zisků, kontroly nákladů a využívání odpadu z rafinerií, vlastnila společnost dvě rafinerie v Clevelandu a dceřinou marketingovou společnost v New Yorku, kterou vedl William Rockefeller. Rockefeller, Andrews & Flagler byla největší ropná rafinerie na světě a byla předchůdcem společnosti Standard Oil Company.

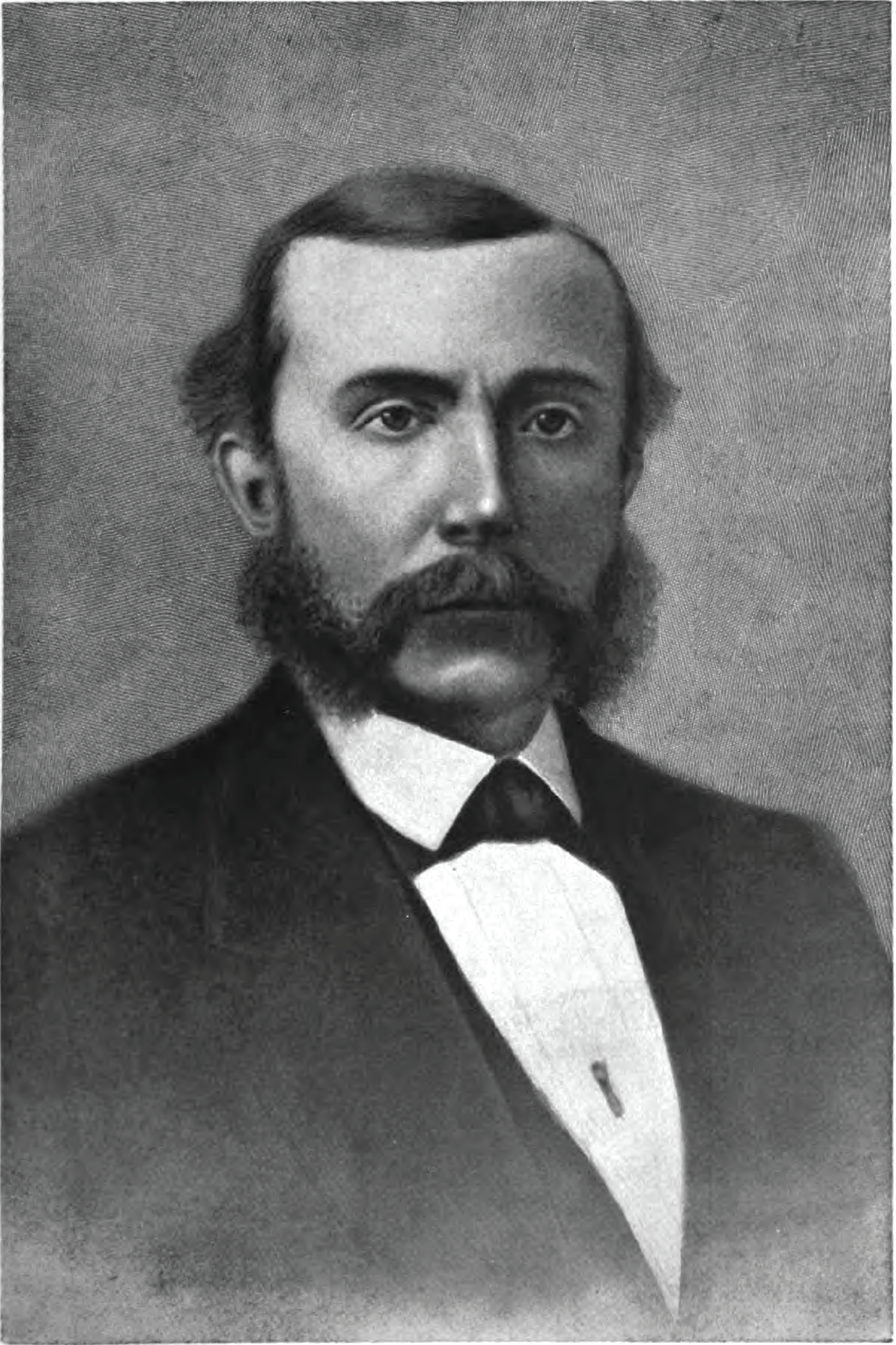
John D Rockefeller 1872

## Standard Oil
V roce 1870 Rockefeller založil spolu se svým bratrem Williamem, Andrewsem, Flaglerem, Harknessem a dalšími společnost Standard Oil Company. Její kapitál činil 1 milion dolarů. Rockefeller pokračoval v uplatňování své pracovní etiky a efektivity a rychle rozšířil společnost tak, že se stala nejziskovější rafinerií v Ohiu. Stejně tak se stala jedním z největších přepravců ropy a petroleje v zemi.
Do roku 1872 koupila Standard Oil téměř všechny rafinérské firmy v Clevelandu a dvě rafinérie v metropoli New York. Zanedlouho společnost rafinovala 29 000 barelů ropy denně a měla vlastní bednářskou dílnu na výrobu dřevěných sudů. Měla také skladovací nádrže s kapacitou několika set tisíc barelů ropy, sklady na rafinovanou ropu a závody na výrobu barev a lepidel.

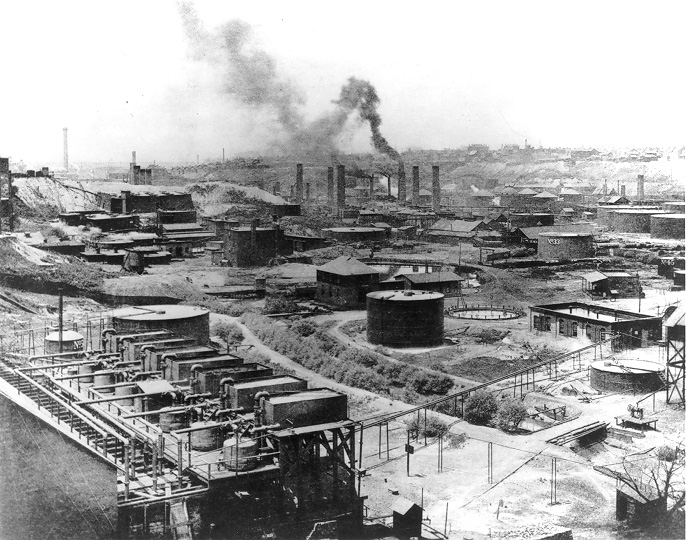
Rafinérie společnosti Standard Oil v Clevelandu, Ohio, 1897

Společnost Standard Oil prosperovala a v roce 1882 byl všechen její majetek vložen do fondu Standard Oil Trust. Ten měl počáteční kapitál 70 milionů dolarů. V trustu bylo původně 42 držitelů certifikátů neboli vlastníků. Po deseti letech byl trust soudem v Ohiu zrušen. Společnosti, které tvořily trust, se později spojily a vznikla společnost Standard Oil Company (New Jersey), protože v New Jersey přijali zákon, který umožňoval mateřské společnosti vlastnit akcie jiných společností. Odhaduje se, že společnost Standard Oil vlastnila v devadesátých letech 19. století 75 % amerického obchodu s ropou. V roce 1911 Nejvyšší soud USA shledal, že fond Standard Oil porušuje antimonopolní zákony, a nařídil zrušení mateřské společnosti v New Jersey. Společnosti, které ovládala, byly rozděleny na jednotlivé firmy, mezi než patřily mimo jiné ExxonMobil nebo Chevron. Některé z těchto společností stále patří podle výše obratu mezi největší na světě.
John Rockefeller stál v čele společnosti Standard Oil, ale vlastnil také železné doly a lesní pozemky a investoval do výroby, dopravy a dalších odvětví. Ačkoli zastával funkci prezidenta společnosti Standard Oil až do roku 1911, z aktivního vedení společnosti odešel v roce 1896.

## Osobní život

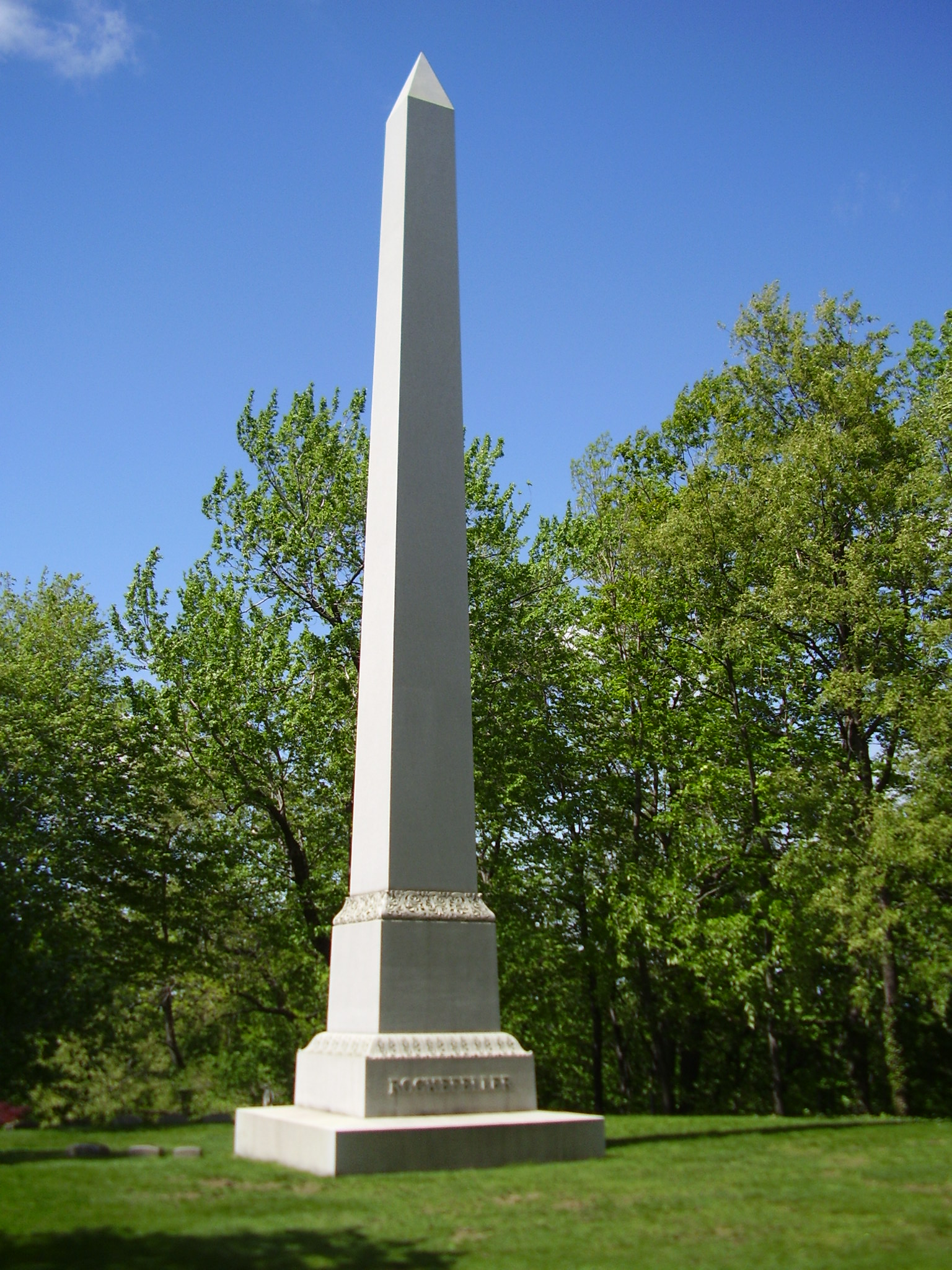
Rockefellerův hrob v Clevelandu

John Rockefeller se v roce 1864 v Clevelandu oženil s učitelkou Laurou Spelman. Měli pět dětí. Jediný syn John D. Rockefeller ml. zdědil velkou část rodinného majetku a pokračoval ve filantropické činnosti svého otce.
V sedmdesátých letech 19. století začal Rockefeller podnikat obchodní cesty do New Yorku a brzy s sebou začal brát na delší pobyt i svou rodinu. V roce 1884 koupil velký dům na Západní 54. ulici, jehož pozemek je dnes součástí zahrady Muzea moderního umění. Od roku 1890 trávila rodina část času ve svém domě Pocantico Hills, asi 25 mil severně od Manhattanu, ale v létě se vracela do svého domu Forest Hill ve východním Clevelandu. Po manželčině smrti trávil Rockefeller každoročně několik měsíců ve svých sídlech v Lakewoodu v New Jersey a v Ormond Beach na Floridě.
John Rockefeller zemřel 23. května 1937 ve svém domě v Ormond Beach. Bylo mu 97 let. Je pohřben na hřbitově Lakeview v Clevelandu.

## Filantropie
Od doby, kdy začal jako dítě vydělávat peníze, věnoval Rockefeller část svých příjmů církvi a charitativním organizacím. Jeho filantropie vyrůstala z rané rodinné výchovy, náboženského přesvědčení a finančních návyků. V padesátých letech 19. století pravidelně přispíval baptistické církvi a ve svých 21 letech podporoval vedle náboženských institucí a afroamerického školství i další projekty. V roce 1896, ve svých 57 letech, odešel z aktivního vedení společnosti Standard Oil a následujících čtyřicet let své úsilí zaměřil na filantropii.
Rockefeller si byl vědom toho, jak je obtížné účelně využívat velké finanční prostředky pro blaho lidí. Na pomoc s organizací filantropie si najal reverenda Fredericka T. Gatese, který vzbudil jeho důvěru svou prací pro Americkou baptistickou vzdělávací společnost a Chicagskou univerzitu. Společně přetvořili osobní charitu v organizovaný, institucionální podnik podle vzoru firemních obchodních praktik. Na radu Gatese a svého syna Johna D. Rockefellera mladšího založil Rocekfeller řadu institucí, které se významně zapsaly do dějin americké filantropie, vědy, medicíny a veřejného zdraví.

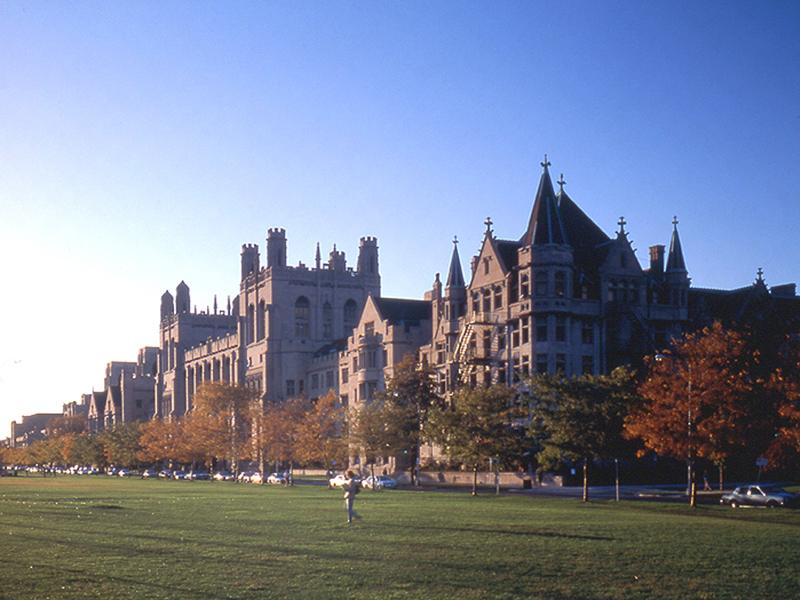
Chicagská univerzita

### Chicagská univerzita
V osmdesátých letech 19. století začal Rockefeller s narůstajícím bohatstvím upřednostňovat kooperativní a podmíněný systém dárcovství, v jehož rámci určitý projekt podpořil, pokud mu ostatní zainteresované strany poskytly také značnou finanční podporu. Tímto způsobem se podílel spolu s Americkou baptistickou vzdělávací společností na založení Chicagské univerzity. Nabídl příspěvek 600 000 dolarů z prvního milionu na nadaci pouze tehdy, pokud ostatní přislíbí zbytek částky do 90 dnů. Univerzita byla založena v roce 1890 a v průběhu následujících dvaceti let jí Rockefeller nadále přispíval, vždy však s podmínkou, že se k němu připojí další dárci. V roce 1910 daroval univerzitě na rozloučenou 10 milionů dolarů, čímž jeho celkové příspěvky dosáhly 35 milionů dolarů.

### Rockefellerův institut pro lékařský výzkum
V roce 1901 založil Rockefellerův institut pro lékařský výzkum (později Rockefellerova univerzita) s cílem zkoumat příčiny, způsoby prevence a léčbu nemocí. Mezi nejvýznamnější úspěchy vědců ústavu patří léčba spinální meningitidy a zápalu plic podáním séra, odhalení příčiny a způsobu infekce při dětské obrně, charakteristika viru způsobujícího chřipkovou epidemii, operace krevních cév, léčba africké spavé nemoci, první použití konzervované plné krve pro následnou transfuzi, první průkaz toku nervových buněk z mozku do ostatních částí těla, objev, že virus může způsobit rakovinu u drůbeže, proteosyntéza a identifikace DNA jako klíčového genetického materiálu.

### Rada pro všeobecné vzdělávání (1902–1965)
V roce 1902 založil Rockefeller Radu pro všeobecné vzdělávání (General Education Board, GEB), jejímž cílem byla „podpora vzdělávání ve Spojených státech amerických bez rozdílu rasy, pohlaví nebo vyznání“. V letech 1902–1965 rozdělila rada 325 milionů dolarů na zkvalitnění vzdělávání na všech úrovních s důrazem na vysoké školy, včetně lékařských.

### Rockefellerova hygienická komise (1909 – 1915)
V roce 1909 vytvořil Rockefellerovu hygienickou komisi pro vymýcení měchovcové choroby. Jejím účelem bylo financovat hnutí za spolupráci při léčbě a prevenci měchovcového  onemocnění, které bylo obzvláště ničivé v jižních amerických státech. Komise zahájila masivní osvětovou a léčebnou kampaň v 11 státech. Financovala platy terénních pracovníků, které jmenovaly společně s komisí jednotlivé státy, a sponzorovala osvětové kampaně a léčbu nakažených osob. V rámci tohoto programu se během více než 25 000 veřejných setkání přes 2 miliony lidí seznámily s informacemi o měchovci a jeho prevenci.

### Rockefellerova nadace
V roce 1913 založil Rockefellerovu nadaci, aby „podporovala blaho lidstva na celém světě“. V souladu s tímto širokým závazkem nadace poskytuje celosvětově významnou pomoc v oblasti veřejného zdraví, lékařského vzdělávání, zlepšení produkce potravin, vědeckého pokroku, sociálního výzkumu a umění.